# HIPK3
La proteína quinasa 3 que interactúa con el homeodominio es una enzima que en humanos está codificada por el gen HIPK3.